# Lac de Bious-Artigues
Pour les articles homonymes, voir Artigues.
Le lac de Bious-Artigues est un lac de barrage des Pyrénées, situé dans le département des Pyrénées-Atlantiques en région Nouvelle-Aquitaine.

## Toponymie
Situé sur le plateau de Bious-Artigues, le terme Bious vient du nom de la vallée. Quant au terme Artigues, il provient des lieux de défrichements au Moyen Âge qui ont créé alors de nouvelles clairières. On peut supposer que ce nom signifie donc la "clairière défrichée de Bious (du trou d'eau)"[réf. nécessaire].
Le toponyme Bious est noté Bius  en 1355 dans le cartulaire d'Ossau. L'étymon ious courant dans de nombreux villages des Pyrénées signifie trou d'eau[source insuffisante].

## Géographie

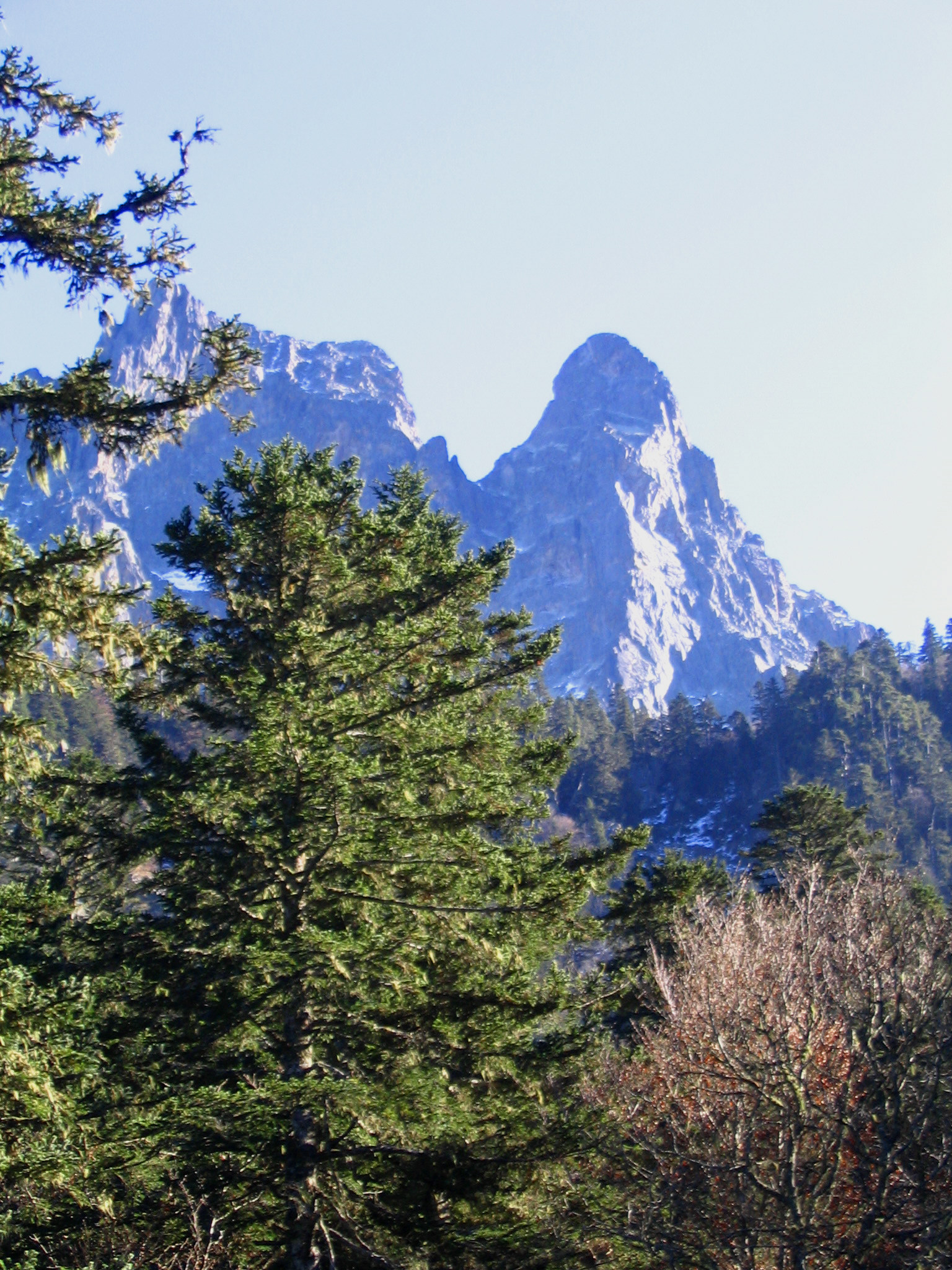
Vue du pic du midi d'Ossau depuis le site de Bious-Artigues.

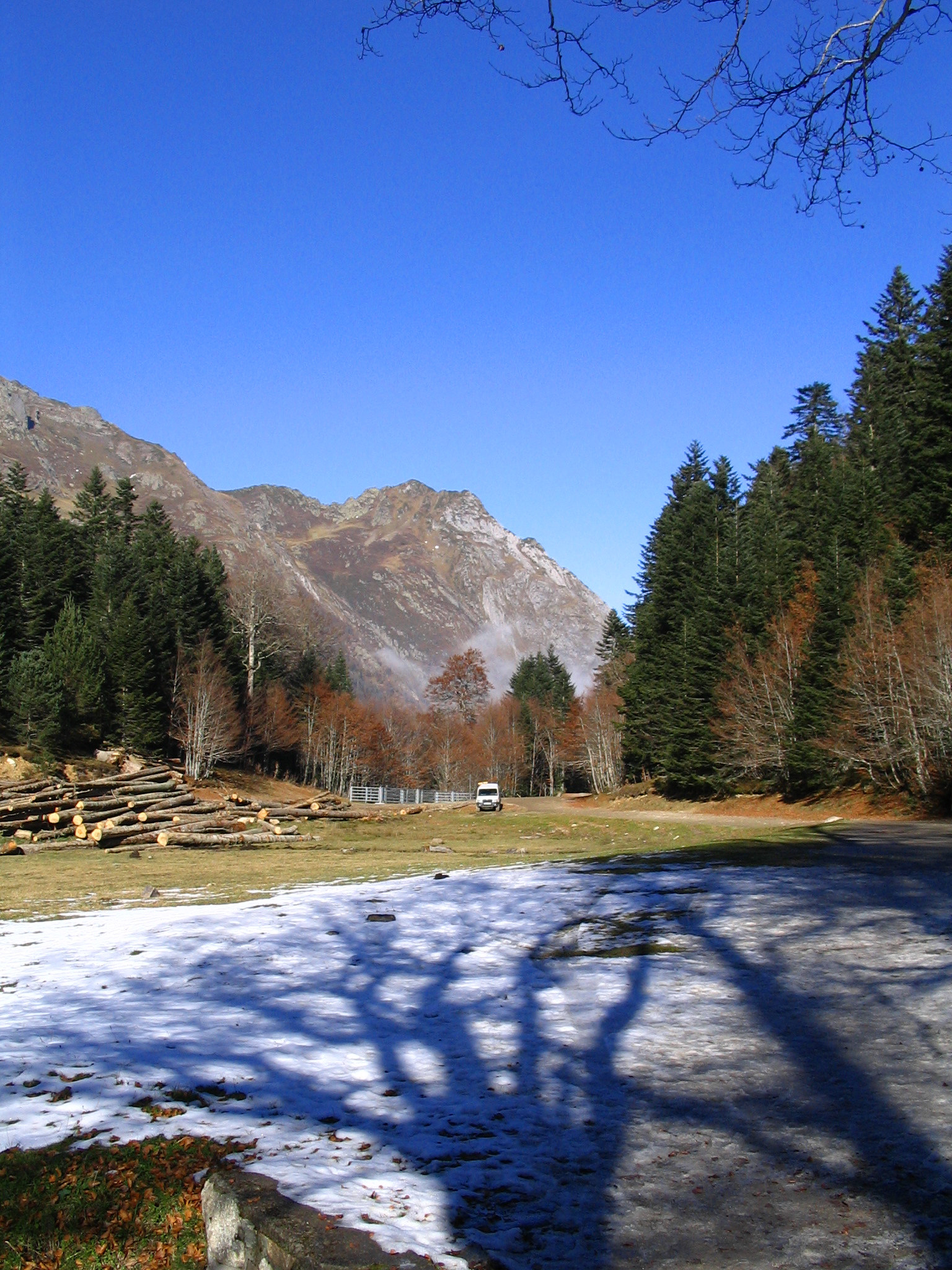
Débardage de bois sur le site du lac de Bious-Artigues. Le chantier est conduit par des entreprises venues d'Espagne.

### Topographie
Le lac se trouve en vallée d'Ossau, dans la vallée du gave de Bious. Il est encadré au sud-est, par le bois de Bious-Artigues avec la crête de l'Ours et le vallon des Moundelhs dont la crête rejoint le pic du Midi d'Ossau (2884 m); au nord-est, par le Turon de Magnabaigt (1734 m); au sud-est, par le pic de Tours (2129 m); par le vallon d'Aas de Bielle qui descend du nord-est avec la crête de las Becquettes et au Nord, par le versant sud du pic Houratatère (2182 m). La partie est du plateau côtoie la limite du Parc national des Pyrénées. 

### Hydrographie
Alimenté par le gave de Bious et les ruisseaux de Moundhels, d'Aas et d'Aule, il se situe à 1 416 m d'altitude, et sa profondeur maximale est de 40 m et sa superficie de 32.6 ha. Son niveau varie en fonction de la saison et des précipitations. Le gave de Bious provient de lacs plus élevés : lac Gentau, lac Roumassot, lac Berseau, situés vers 2 000 m d'altitude. 

#### Barrage[6]
Le barrage, propriété de la SHEM (Société Hydroélectrique du Midi), a été mis en service en 1957. Il s'agit d'un barrage hydroélectrique, qui a recouvert une ancienne zone défrichée. Formé d'un barrage à voûte mince, sa hauteur est de 50 m. Sa hauteur de chute est de 285 m, sa capacité de 5,1 millions de m3.

### Géologie
Il est situé avant une moraine glaciaire où passe la route étroite qui mène vers Gabas (commune de Laruns).

### Activités
La route qui mène de Gabas au lac est fermée durant l'hiver, de décembre à avril, car soumise à de fréquentes avalanches. 
Au pied du barrage, on trouve la cabane pastorale de Bious-Oumette. C'est un lieu de passage des troupeaux lors des transhumances vers les alpages des vallons alentour.  
Au bord du barrage, on trouve les ruines du refuge Pyrenea sport, détruit en 2003, et la cabane de Bious-Artigues, non gardée. 
Le lac est peuplé de truites fario et arc-en-ciel, d'ombles de fontaine, de goujons et de vairons.

## Histoire
Lac artificiel, son barrage, construit entre 1953 et 1957, engloutit une partie du plateau de Bious-Artigues et le remplaça par le lac.

## Tourisme et conservation
C'est le quatrième site le plus visité du Parc National des Pyrénées. La fréquentation importante du site  a entraîné une organisation des parkings gérés par des placiers durant l'été (Conseil Général): le parking sur les berges du lac (100 places) est rempli en premier, puis son accès est fermé tandis que les plates-formes de Bious-Oumette sont remplies, et enfin, lorsque les deux parkings sont complets, la route menant de Gabas est fermée avec interdiction de monter, lorsque tout est complet. Cette situation se produit 5 à 10 fois par an.
Dès 2001, une étude pour la valorisation paysagère de Bious faisait état d'une dégradation du paysage à la suite du passage intensif des véhicules de tourisme durant la saison estivale.
C'est le point de départ de nombreuses randonnées estivales depuis ses deux parkings (l'un au bord du lac et le second en contrebas à Bious-Oumette): vers le GR10, vers les lacs d'Ayous, le vallon d'Aas de Bielle, le vallon d'Aule vers le pic Gaziès (2457 m) ou bien le tour du pic du Midi d'Ossau par le vallon de Magnabaigt ou par celui de Bious-Dessus. 
La pêche y est aussi une activité très pratiquée. Cependant, elle est interdite lorsque l'abaissement artificiel du niveau des eaux atteint le batardeau, situé dans le lac et servant de repère. On peut aussi y louer des tours du lac en chevaux ou en poneys. Un sentier de balade permet d'en faire le tour sans difficulté aucune. On trouve un camping situé à Bious-Oumette.